# Windows 7
Windows 7 (lidově „sedmičky“) je již nepodporovaný operační systém od společnosti Microsoft z řady Windows NT určený pro osobní počítače, který byl poprvé vydán 22. října 2009. Všeobecná podpora byla ukončena 13. ledna 2015, bezpečnostní aktualizace byly vydávány do konce rozšířené podpory dne 14. ledna 2020. Pro firemní zákazníky byl k dispozici placený program podpory, který poskytoval bezpečnostní aktualizace pro Windows 7 po dobu až tří let od oficiálního konce ukončení všeobecné podpory pro standardní uživatele. Poslední tato aktualizace vyšla 8. února 2023. Tento systém se velmi rozšířil, a napravil tak špatnou reputaci předchozích Windows Vista. V roce 2018 jsou Windows 7 populární hlavně v Africe a Asii.
Systém při vydání poskytoval zpětnou kompatibilitu s existujícími ovladači, hardwarem a aplikacemi.
Bylo vylepšeno Windows Aero, hlavní panel umožnil připnutí programů, bylo sníženo množství hlášení UAC, byl vydán Internet Explorer verze 8 a byly obsaženy další nové verze programů. Nástupcem byly Windows 8.

## Charakteristika
Společnost Microsoft v roce 2008 uvedla prezentaci, kterou zaměřila na multidotykové ovládání, přestavěné Windows s novým hlavním panelem, domácí síť nazvanou HomeGroup a zvýšení výkonu.
Některé aplikace, které byly zahrnuty v předchozích verzích operačního systému Microsoft Windows, například Windows Mail, Windows Movie Maker nebo Windows Fotogalerie, již nebudou dále zahrnuty, ale stanou se součástí balíčku programů služby Windows Live.

## Historie
Plná verze Windows 7 vyšla 22. října 2009. Původně měla česká verze vyjít později, avšak nakonec byly všechny jazykové verze vydány společně. Dne 13. července 2010 byla zveřejněna betaverze SP1 (anglicky Service pack). 15. března 2011 byla aktualizace Service Pack 1 oficiálně uvedena spolu s aplikací Internet Explorer verze 9.

## Přehled edicí
Windows 7 byla standardně dostupné v těchto verzích:
- Windows 7 Starter. Edice určená pro netbooky, dostupná pouze jako OEM.
- Windows 7 Home Basic. Edice pro domácnosti, dostupná pouze v rozvojových trzích.[10]
- Windows 7 Home Premium. Edice pro domácnosti.
- Windows 7 Professional. Edice určená zejména pro firemní zákazníky, obsahuje zejména klíčovou funkci připojení do domény (Domain Join) a další pokročilé možnosti zajímavé především pro firemní zákazníky a některé pokročilé uživatele.
- Windows 7 Ultimate. Nejvyšší edice obsahující veškeré dostupné funkce edicí Professional a Enterprise.
- Windows 7 Enterprise. Edice dostupná pouze firemním zákazníkům s uzavřenou multilicenční smlouvou. Enterprise edice nabízí stejnou funkčnost jako Windows Ultimate, plus různé multilicenční výhody.

V některých oblastech byly také nabízeny další odvozené edice s různými zkratkami na konci jména, které se od těch základních liší dalšími úpravami vyžádané místními antimonopolními úřady. Verze N neobsahuje Windows Media Player a několik dalších předinstalovaných aplikací byly dostupné v zemích Evropské unie. Verze KN pro Jižní Koreu kromě toho obsahovala odkazy na korejské stránky, které umožňovali si stáhnout konkurenční chatovací programy nebo multimediální přehrávače. Obě verze byly nabízeny za stejnou cenu jako základní edice s tím, že se do verzí N/KN dalo po instalaci systému stáhnout balíček Media Feature Pack, který Windows Media Player do systému dodatečně přidával.
Původně měl Microsoft v plánu pro evropský trh uvést i verzi E, která by neobsahovala Internet Explorer, ale nakonec od tohoto záměru upustil a místo toho byl implementován v ostatních edicích tzv. ballot screen s odkazy ke stažení konkurenčních prohlížečů.

## Novinky
Windows 7 obsahovala řadu změn proti předchozím verzím systému Windows, například vyhledávání, snaha o rychlejší nastartování systému, podpora vícejádrových procesorů, podpora pro virtuální pevné disky, zmenšené jádro MinWin nebo rozpoznávání řeči a rukopisu. Rozpoznávání rukopisu na rozdíl od rozpoznávání řeči podporovala i češtinu.
Podle zprávy zaslané TG Daily, přidávalo sestavení Milestone 1 Windows Seven podporu pro systémy, které využívali více heterogenních grafických karet od různých dodavatelů a nové verze Windows Media Center. Mezi nové funkce Milestone 1 také patřily tzv. gadgety integrované přímo do Průzkumníka Windows, gadget pro Windows Media Center, schopnost vizuálního PINu, možnost spouštění položek jak z nabídky Start, tak z hlavního panelu a lepší mediální funkce. Byl integrován XPS Essentials Pack, dále Windows PowerShell Integrated Scripting Environment (ISE) a přestavěná kalkulačka s víceřádkovými možnostmi vkládání dat, včetně programových a statistických režimů spolu s převodníkem jednotek.
Do ovládacích panelů bylo přidáno mnoho nových položek: Akcelerátory, ClearType Text Tuner, Displej kalibrace barev, Průvodce miniaplikacemi, Infračervený port, Uzdravení, Odstraňování závad, Pracovní Centra, Zaměřovací a další senzory, Manažer doporučení, Biometrická zařízení, Systémové ikony, Windows Solution Center, Zobrazení (Displeje). Centrum zabezpečení systému Windows bylo přejmenováno na Windows Solution Center (Windows Health Center („Windows Zdravotní středisko“) v předchozích verzích systému Windows 7), které poté zahrnovalo i zabezpečení a údržbu počítače.

## Konec podpory
Jak oznámila společnost Microsoft na svém webu, od 14. ledna 2020 není pro Windows 7 nadále dostupná technická podpora ani softwarové aktualizace pomocí služby Windows Update. Poslední placené rozšířené aktualizace pro systém Windows 7 vyšly 8. února 2023. Tímto dnem tak skončilo jak pravidelné vydávání aktualizací pro tento systém, tak i technická podpora ze strany Microsoftu.